# Ivo Holzinger

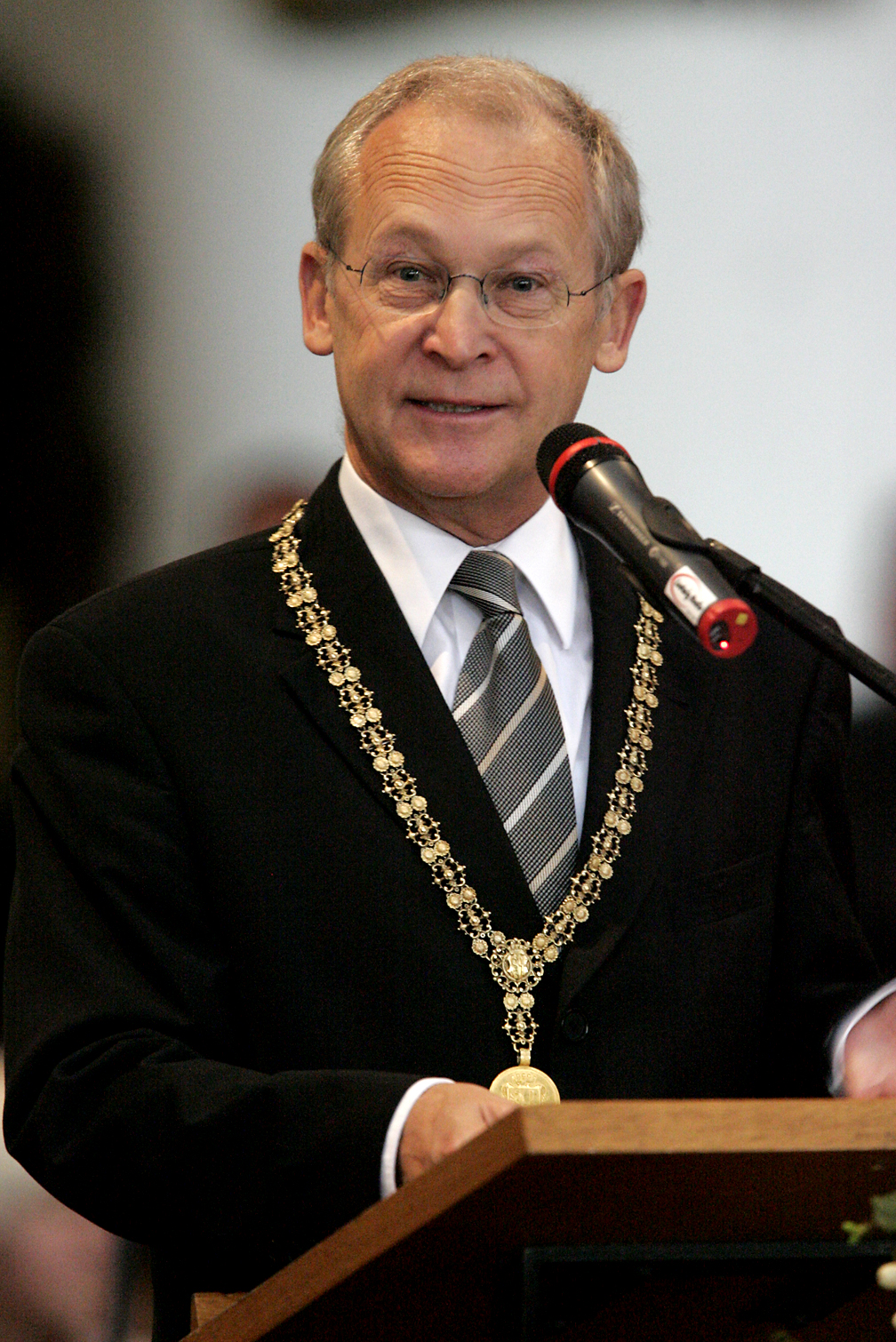
Ivo Holzinger bei der Verleihung des Memminger Freiheitspreises 1525 (2005)

Ivo Holzinger (* 4. April 1948 in Aalen) ist ein deutscher Kommunalpolitiker (SPD) und Ehrenbürger der Stadt Memmingen. Er war von 1980 bis 2016 Oberbürgermeister der kreisfreien Stadt Memmingen. Er war mit sechs gewonnenen Oberbürgermeisterwahlen (6-Jahres-Turnus) der dienstälteste Oberbürgermeister Deutschlands. 

## Leben
Holzinger studierte nach dem Abitur Rechtswissenschaft und Volkswirtschaft an den Universitäten Würzburg, Tübingen und Bonn und legte die beiden Staatsexamina in Würzburg ab. Die Promotion zum Dr. iur. utr. erhielt er mit einem kommunalwissenschaftlichen Thema 1974. Nach der Promotion begann seine berufliche Karriere bei der Bayerischen Finanzverwaltung in Würzburg und Nürnberg. 1980 wechselte er zum Bundesfinanzministerium nach Bonn. 
Holzinger ist verwitwet und hat einen Sohn.

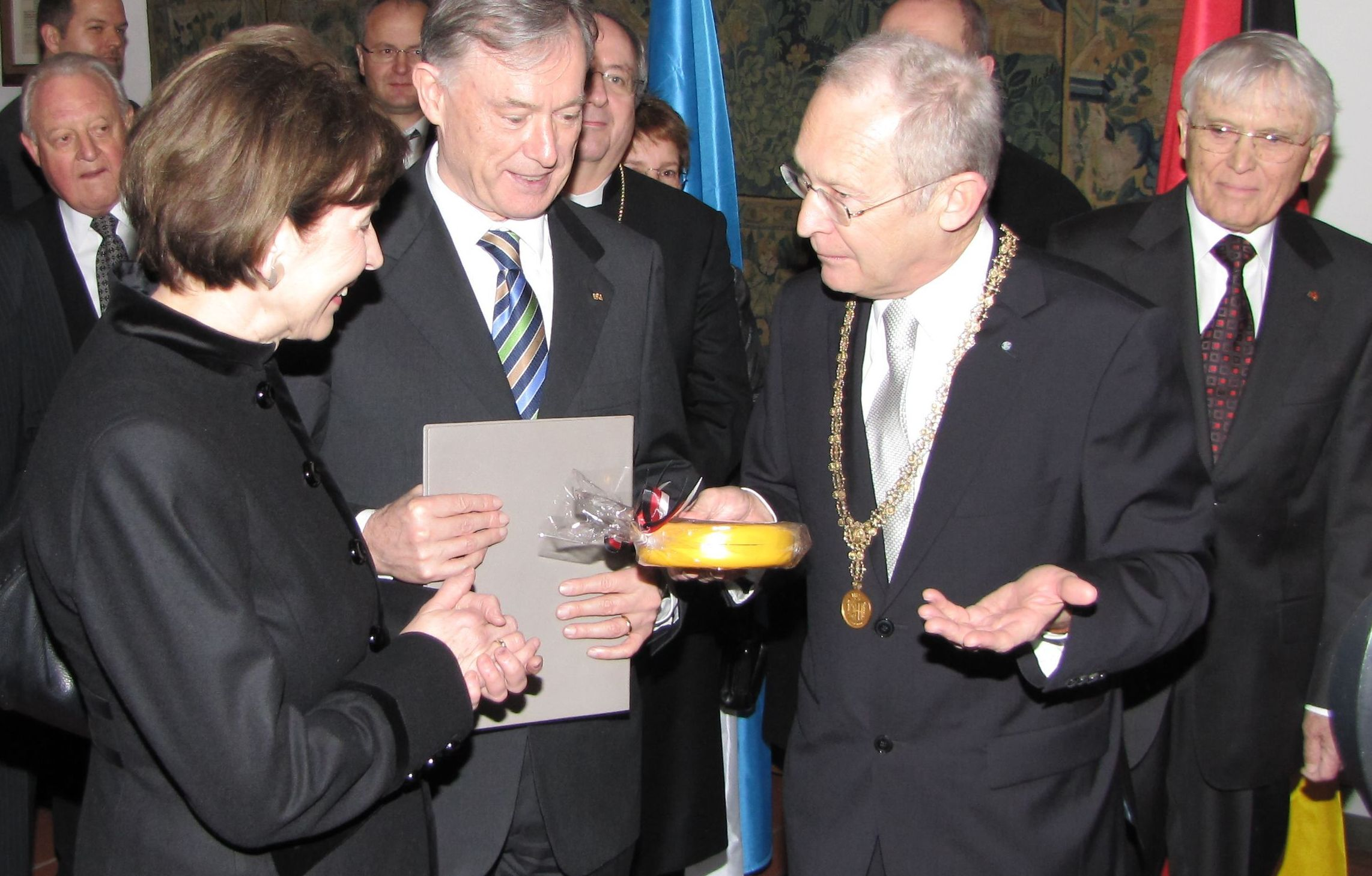
Von links: Eva Luise Köhler, Bundespräsident Horst Köhler, Ivo Holzinger und Preisträger Reiner Kunze bei der Verleihung des Memminger Freiheitspreises 1525 (2009)

Bei der Oberbürgermeisterwahl 1980 in Memmingen trat er gegen den Kandidaten der CSU, den Rechtsanwalt Georg Volkheimer an. In den Jahren 1986, 1992, 1998, 2004 und 2010 wurde Holzinger jeweils im ersten Wahlgang in seinem Amt bestätigt. In den ersten drei Wahlen erzielte er teilweise über 80 % der abgegebenen Stimmen, in der Wahl 2004 setzte er sich mit der absoluten Mehrheit von 50,5 % der Stimmen im ersten Wahlgang gegen drei Gegenkandidaten durch. Bei der Oberbürgermeisterwahl am 4. Juli 2010 erzielte er im ersten Wahlgang 52,5 % gegen fünf Gegenkandidaten, bei einer Wahlbeteiligung von 54,5 %. Bei der Oberbürgermeisterwahl am 23. Oktober 2016 konnte er sich altersbedingt nicht mehr bewerben. Am 21. November 2016 wurde sein Nachfolger Markus Kennerknecht (SPD) vereidigt.
Während seiner Amtszeit entwickelte sich die Stadt Memmingen (seit 1993 als Oberzentrum eingestuft) zu einer der wirtschaftsstärksten Städte im bayerischen Regierungsbezirk Schwaben und hat mit dem Industriegebiet Nord das zweitgrößte zusammenhängende Industriegebiet Schwabens.

## Ehrungen
Am 17. Oktober 2016 wurde im Stadtrat beschlossen, dass er zum Ausscheiden aus dem Dienst ab dem 21. November 2016 den Titel Altoberbürgermeister führen darf. Des Weiteren wurde ihm in derselben Sitzung des Plenums die Ehrenbürgerwürde verliehen. Am 9. Dezember 2016 wurde ihm die Bayerische Verfassungsmedaille in Gold verliehen.

## Ehrenämter
Ivo Holzinger bekleidete zahlreiche Ehrenämter, so unter anderem im Vorstand des Bayerischen Städtetages, der freiwilligen Vereinigung aller bayerischen Städte, und im Hauptausschuss des Deutschen Städtetages. Er ist Bezirksvorsitzender der schwäbischen Städte, Vorsitzender des Verwaltungs- und Rechtsausschusses des Bayerischen Städtetags und Vorsitzender der Sozialdemokratischen Gemeinschaft für Kommunalpolitik in Bayern. 
Zudem ist Holzinger Mitglied im Diözesanrat der Diözese Augsburg und Kreisvorsitzender des Kreisverbandes Memmingen/Unterallgäu des Roten Kreuzes sowie seit 2017 im Präsidium des Mérite Européen Freundes- und Förderkreis Deutschland e. V.